# ساشا ويليامز
ساشا ويليامز (بالإنجليزية: Sasha Williams) شخصية خيالية، من مسلسل الرعب والدراما الذي عرض على قناة إيه إم سي؛ الموتى السائرون. إبتكر الشخصية روبرت كيركمان وغلين مازارا. أدت الممثلة سونيكوا مارتن-غرين دور ساشا في المسلسل التلفازي. ظهرت ساشا مع أخاها الأكبر تايريس، في الحلقة الثامنة من الموسم الثالث.

## وصلات خارجية
- ساشا ويليامز في قاعدة بيانات الأفلام على الإنترنت
- ساشا ويليامز على موقع AMC